# Jan Fryderyk Sapieha (1618-1664)
Pour les articles homonymes, voir Jan Sapieha et Sapieha.
Jan Fryderyk Sapieha (né en 1618, mort le 3 juin 1664), magnat de Pologne-Lituanie, membre de la famille Sapieha, greffier de la Couronne.

## Biographie
Jan Fryderyk Sapieha) est le fils Fryderyk Sapieha (1585-1626) et de Ieva Skaszewska.
Il étudie au collège jésuites de Loutsk, en 1635 il entre à l'université Jagellonne de Cracovie, puis avec son frère Tomasz Kazimierz, il se rend en Italie pour étudier aux universités de Bologne et Padoue.
À la fin des années 1630 et dans les années 1644-1645, il sert dans l'armée française, sous le commandement de Louis II de Bourbon-Condé. Il est rentre au pays vers 1647.
Il prend part à la bataille de Jovti Vody, où il a prend le commandement lors de la retraite, après la blessure de Stefan Potocki (en). Après la destruction totale de l'armée, il est fait prisonnier jusqu'au printemps 1650.
En 1652, Jan Fryderyk est nommé greffier de la Couronne (pisarz polny koronny) en remplacement de Zygmunt Przyjemski (pl), tué à la bataille de Batoh (pl). En mai 1653, il participe à des opérations militaires contre les Tatars de Crimée qui le capturent en février 1654. Il est libéré en décembre 1654 et rentre chez lui.
Le 20 septembre 1655, il combat les Cosaques près de Horodok. Le 16 octobre il se met au service de Charles X Gustave de Suède, qui fait l'éloge de ses capacités militaires. En novembre 1655, il est envoyé au camp polonais à Brest-Litovsk pour persuader l'armée de se rendre et rallier le camp suédois. En décembre 1655, il prend deux bannières cosaques. En février-mars 1656, il commande la cavalerie polonaise
aux côtés de Charles X et combat les troupes de Stefan Czarniecki à la bataille de Gołąb (en). À la fin de février il est envoyé auprès de Jan Zamoyski, pour le convaincre de se soumettre au roi de Suède.
Le 28 mars, incapable d'empêcher la cavalerie polonaise de rallier Stefan Czarniecki et sous la pression de ses subalternes, Jan Fryderyk abandonne le camp suédois et combat désormais dans l'armée de Czarniecki. Il participe ainsi à la bataille de Varsovie et aux actions contre le prince de Transylvanie Georges II Rákóczi (1657), le blocus de la Prusse (1658-1659).
Au début de 1659 le régiment de Jan Fryderyk est affecté à l'armée de Stanisław Potocki. Au printemps 1659, avec Jean III Sobieski il fortifie la ville de Lviv, puis à la fin de 1660 combat les cosaques ukrainiens et les Russes à la bataille de Lioubar, de Tchoudniv et de Słobodyszcze.

## Mariage et descendance
Le 15 octobre 1642, il épouse Konstancja Herburt. Ils ont pour enfants:
- Mikołaj Leon (1644-1685), voïvode de Bracław
- Kazimierz Władysław (1650-1703), voïvode de Trakai
- Paweł Franciszek (pl) (1657-1715), évêque de Samogitie
- Ludwika Konstancja (1658-1687), épouse de Konstanty Jan Szuyski

## Sources
- Notices dans des dictionnaires ou encyclopédies généralistes :   - Internetowa encyklopedia PWN
  - Polski Słownik Biograficzny
  - Visuotinė lietuvių enciklopedija
- Notices d'autorité :   - VIAF
  - Pologne
  - NUKAT

- (pl) Cet article est partiellement ou en totalité issu de l’article de Wikipédia en polonais intitulé « Jan Fryderyk Sapieha » (voir la liste des auteurs).